# Împăratul Ōgimachi
Împăratul Ōgimachi (japoneză 正親町天皇; 18 iunie 1517 - 6 februarie 1593) a fost al 106-lea împărat al Japoniei,   potrivit ordinii tradiționale de succesiune.
A domnit din 27 octombrie 1557 până la 17 decembrie 1586. Numele său a fost Michihito (方仁).